# Gåstjärnen (Ströms socken, Jämtland)
Gåstjärnen är en sjö i Strömsunds kommun i Jämtland och ingår i Ångermanälvens huvudavrinningsområde.